# Rhododendron subcrenulatum
Rhododendron subcrenulatum är en ljungväxtart som beskrevs av Herman Otto Sleumer. Rhododendron subcrenulatum ingår i släktet rododendron, och familjen ljungväxter. Inga underarter finns listade i Catalogue of Life.